# عروسک بیلد لیلی
عروسک بیلد لیلی (به انگلیسی: Bild Lilli doll) عروسکی ساخت آلمان بود که از سال ۱۹۵۵ تا ۱۹۶۴ تولید می‌شد. این عروسک بر پایه شخصیت داستانی یکی از داستان‌های مصور به نام لیلی طراحی شده بود. این عروسک نیای عروسک باربی است.